# Vindula basanica
Vindula basanica är en fjärilsart som beskrevs av Hans Fruhstorfer. Vindula basanica ingår i släktet Vindula och familjen praktfjärilar. Inga underarter finns listade i Catalogue of Life.